# 奥米库尔
奥米库尔（法語：Omicourt，法語發音：[ɔmikuʁ]）是法国大東部大區阿登省的一个市镇，属于沙勒维尔-梅济耶尔区。

## 地理
奥米库尔（49°37'53"N, 4°49'55"E）面积7.36 平方千米，位于法国大東部大區阿登省，该省份为法国北部内陆省份，西接埃纳省，南至马恩省，东临默兹省，北与比利时接壤。
与奥米库尔接壤的市镇（或旧市镇、城区）包括：圣艾尼昂、萨波涅和弗谢尔、旺德雷斯、谢姆里-谢埃里。

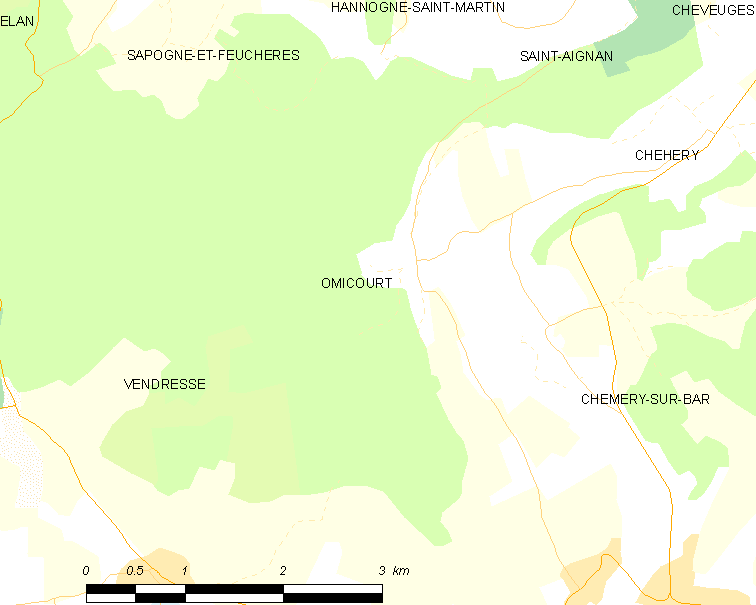
奥米库尔的OSM定位图

奥米库尔的时区为UTC+01:00、UTC+02:00（夏令时）。

## 行政
奥米库尔的邮政编码为08450，INSEE市镇编码为08334。

## 政治
奥米库尔所属的省级选区为默兹河畔努维永县。

## 人口

1962-2008年间奥米库尔人口变化图示

奥米库尔于2022年1月1日时的人口数量为43人。